# Étang de Virelles
Étang de Virelles är en sjö i Belgien.   Den ligger i provinsen Hainaut och regionen Vallonien, i den södra delen av landet, 90 km söder om huvudstaden Bryssel. Étang de Virelles ligger 199 meter över havet. Arean är 1,3 kvadratkilometer. Den sträcker sig 0,8 kilometer i nord-sydlig riktning, och 1,7 kilometer i öst-västlig riktning.
I omgivningarna runt Étang de Virelles växer i huvudsak blandskog. Runt Étang de Virelles är det ganska glesbefolkat, med 48 invånare per kvadratkilometer.